# 427 î.Hr.

## Nașteri
- Platon (n. Aristocles), filosof al Greciei antice, discipol al lui Socrate și învățător al lui Aristotel (d. 348/347 î.Hr.)

## Legături externe
Materiale media legate de 427 î.Hr. la Wikimedia Commons